# Progon Falun gonga u Kini
Falun gong je duhovni pokret koje je od 1999. godine zabranjen u Kini. Iznio ga je u javnost iznio g. Li Hongzhi 1992. godine. Već nakon kratkog vremena Falun gong je u Kini stekao veliku popularnost. Tako je Li Hongzhi 1993. godine bio proglašen za najomiljenijeg Qigong-majstora, a Falun gong za izvanrednu Qigong-školu. Na Orijentalnom sajmu zdravlja 1992. i 1993. godine (najpoznatijem sajmu ovog tipa u Kini), Li Hongzhi i Falun gong su dobili nagrade od organizacijskog komiteta. Između ostalog je g. Li Hongzhi proglašen "Najomiljenijim Qigong-učiteljem", a dodijeljena mu je i nagrada za "Dostignuća u alternativnim znanostima". Li Hongzhi je i autor knjige "Zhuan Falun" u kojoj su objašnjeni principi Falun gong-a i koja predstavlja sustavno uputstvo za prakticiranje. Knjiga "Zhuan Falun" je 1996. godine bila jedan od bestselera u Kini, a u međuvremenu je prevedena na više desetina jezika.

## Progon od 1999. godine
Od predstavljanja Falun gong-a javnosti u svibnju 1992. godine, do početka progona u srpnju 1999. godine, broj je praktikanata porastao na desetine milijuna. Kineski vladini službenici, 1999. godine, potvrdili su Associated Press-u i New York Times-u da je njihova procjena iznosila "najmanje 70 milijuna". (Associated Press: ‘Growing group poses a dilemma for China ’26.04.1999.; New York Times: In Beijing: A roar of silent protestors, 27.04.1999.)
Mnogi pripisuju brzi razvoj Falun gonga njegovom efektu za poboljšanje fizičkog zdravlja milijun kineskih građana, uz istovremeno poboljšanje mentalne i spiritualne dobrobiti. Do početka 1999 g. mogli su se vidjeti ljudi koji vježbaju jutarnje vežbe Falun gonga u svim većim gradovima Kine. U striktno kontroliranom društvenom poretku, kao što je Kina, bilo je nemoguće da takav masovni pokret i socijalni fenomen postoji, a da se i ne govori o cvjetanju punih 7 godina, bez dopuštenja i podrške svih nivoa vlasti. 
U to vrijeme, nisu samo narodne mase učile Falun gong već su i svih 7 članova komiteta Politbiroa komunističke partije Kine pročitali knjigu "Zhuan Falun", glavno djelo Falun gonga. Mnogi njihovi poznanici i prijatelji su prakticirali Falun gong. Mnogi visoki funkcionari unutar komunističke partije, vlade i vojske su nakon prisustva predavanju gospodina Li Hongzhia ili pak čuvši o tome od drugih, počeli prakticirati Falun gong. Falun gong je pridobio pažnju kineskog naroda i izgledalo je da zaista donosi promjene u društvu. Posle toliko godina nemira, narod u Kini se vraćao natrag ka više tradicionalnom kineskom načinu života, slozi u radu, uvijek prvo misliti na druge pa onda na sebe, pritom naglašavajući ljubaznost.
Nakon prvobitne podrške i nakon što se broj Falun gong praktikanata u Kini popeo na više od 70 milijun i time premašio broj članova komunističke partije (oko 55 milijuna), tadašnji kineski predsjednik Jiang Zemin se time osjetio "ugroženim", nakon čega je započeo brutalan progon s ciljem da uništi Falun gong. Jiang Zemin je naredio osnivanje specijalnog vladinog ureda “biro 610” s posebnim zadatkom nadgledanja progona Falun gong članova kroz organizirana ispiranja mozga, mučenja i ubijanja. Puni naziv tog ureda glasi: "Biro za postupanje s problemom Falun gonga". Zbog toga što je osnovan 10. lipnja, taj biro je nazvan "Biro 610". 
Uslijedila su masovna hapšenja i javna spaljivanja milijuna Falun gong knjiga i drugih materijala. Do današnjeg dana je nekoliko stotina tisuća Falun gong praktikanata uhićeno, preko 100.000 je deportirano u radne logore, a preko tisuću potpuno zdravih ljudi se nalazi u psihijatrijskim klinikama na "preodgajanju". Sistematično mučenje i seksualno maltretiranje spadaju u svakodnevni repertoar kineskih vlasti. Najmanje 2846, a po nekim informacijama čak više tisuća ljudi, umrlo je od mučenja u rukama kineske policije.
Usprkos masovnom progonu u Kini Falun gong praktikanti isključivo mirnim metodama pokušavaju kineskoj i svjetskoj javnosti skrenuti pažnju na zločine koji se dešavaju. Zbog ovakvog odnosa je osnivač Falun gong-a, g. Li Hongzhi već tri godine uzastopno nominiran za Nobelovu nagradu za mir. On je dobio priznanja i nagrade od mnogih gradova SAD-a, Australije, Kanade, Švedske i drugih država (http://photo.minghui.org/photo/images/proclamations/E_award_4.htm).
Podrška mirnom otporu Falun gong praktikanata raste iz dana u dan u vidu rezolucija američkog kongresa (http://www.falungong-bih.net/izvjestaji/2004-08-03-USA-Kongres.htm  Arhivirana inačica izvorne stranice od 15. svibnja 2006. (Wayback Machine)) i američkog zastupničkog doma (http://www.falungong-bih.net/pss/2004-10-23-usa-dom.htm  Arhivirana inačica izvorne stranice od 15. svibnja 2006. (Wayback Machine)) o progonu Falun gonga, izjava zabrinutosti poslanika europskog parlamenta (http://www.falungong-bih.net/izvjestaji/2004-12-19-Izjava-clana-EU-parlamenta.htm  Arhivirana inačica izvorne stranice od 15. svibnja 2006. (Wayback Machine)), izvještaja Ujedinjenih naroda (http://www.falungong-bih.net/pss/2004-12-21-UNO.htm  Arhivirana inačica izvorne stranice od 15. svibnja 2006. (Wayback Machine) i http://www.falungong-bih.net/izvjestaji/2005-12-18-Novak.htm  Arhivirana inačica izvorne stranice od 15. svibnja 2006. (Wayback Machine)), itd. Glasovi podrške i osude progona stižu iz cijelog svijeta (http://www.falungong-bih.net/izvjestaji/2004-08-03-Glasovi-podrske.htm  Arhivirana inačica izvorne stranice od 15. svibnja 2006. (Wayback Machine)).

## Vanjske poveznice
- Falungong BiH  Arhivirana inačica izvorne stranice od 27. travnja 2006. (Wayback Machine)
- Clear Harmony
- Clear Wisdom